# ヴィクラム・パテル
ヴィクラム・ハシャド・パテル（Vikram Harshad Patel、1964年 - ）（英国医学院フェロー）はインド生まれの精神科医・精神科学研究者。発展途上国などでの子どもの精神発達障害研究で知られている。ロンドン大学衛生熱帯医学大学院 (LSHTM)の国際精神健康センターの創設者の一人で元センター長、インド公衆衛生財団慢性疾患管理センター副センター長、であると同時に、子どもから青少年の発達と健康、特に精神的健康に関わる研究を進めるインドのNGOであるサンガス(Sangath)の創設者の一人でもある。また、2016年以来、米国ボストンのハーバード大学医学大学院の世界健康と社会医学の教授職（パーシング・スクエア財団による冠教授）にある。タイム誌が選ぶ世界で最も影響力のある100人に選ばれた(2015年4月）ほか、同じ2015年にはウェルカムトラスト財団からリサーチフェロー賞を受賞している。

## 学歴
パテル教授は、1987年インドのムンバイ大学医学部卒（外科学）、1989年オクスフォード大学大学院修士課程修了。1997年ロンドン大学大学院博士課程修了、博士論文は、アフリカのジンバブエ共和国の首都ハラレにおける精神疾患の研究。

## 職歴・研究歴
パテル教授は250報 を超える学術審査付き研究論文を公刊している。研究の中心は、インドをはじめとする発展途上国における精神医学に関わるものである。なかでも、精神医学的な資源の不足している環境でも精神疾患が広く存在し、その対策のためには、従来の先進国モデルではない精神医療を進めるべきであるという考えから、「おばあちゃん(Grandmothers)」や「友達ベンチ(Friendship Bench)」による精神的疾患へのケアを提唱し、その効果を実証してきている。これは、精神医学の専門教育を受けた精神科医や心理師が大幅に不足している発展途上国のような環境でも、素人に精神的ケアの基本技術を教えることで専門カウンセラーではなく「おばあちゃん」が、クリニックやカウンセリングルームではなく街角の「友達ベンチ」で、うつ病などのケアができることをランダム化対照実験で検証したものである。先進国においても、こうした「おばあちゃん」カウンセラーや「友達ベンチ」が有効であることが期待されている。
大学での教鞭をとる他に、数多くの講演も行ってきていて、2012年にはTEDでのスピーチもしている。パテル教授の精神疾患への対策に対する考え方の要点がこのTEDスピーチでよくわかる。
世界中で４億５千万人もの人々が精神的な病に苦しんでいます。豊かな先進国では精神的に病んでいる人の約半分が適切なケアを受けていますが、発展途上国では患者の９割近くが適切な治療を受けていません。それは、精神科医が決定的に不足しているからです。パテル教授は、これに対し有効な対策を提案しています。それは、一般の人々を訓練して精神的な病のケアをさせるというものです。

## 受賞歴
- 2009年: 英国王立熱帯医学・衛生学会賞
- 2009年: 英国医学院フェロー(FMedSci)[5]
- 2014年: 全米医学アカデミー（旧米国医学研究所）Sarnat国際精神医学賞[14]
- 2015年: 英国ウエルカム・トラスト財団臨床医学研究フェローシップ[12]
- 2015年: 米国ジョージタウン大学名誉博士号
- 2015年: タイム誌世界で最も影響力のある100人
- 2016年: チャンチラニ世界健康研究賞
- 2019年: ガードナー国際保健賞

## TED Talks（日本語字幕付き）
皆の心の健康を皆の力で届けよう

## website（ハーバード大学：英語）
ghsm.hms.harvard.edu/person/faculty/vikram-patel

## 文献
1. 1 2 3  Vikram Patel's ORCID 0000-0003-1066-8584
2. 1 2  Patel, Vikram (1989). The assessment of aggressive behaviour in dementia. bodleian.ox.ac.uk (MSc thesis). University of Oxford.
3. 1 2  Patel, Vikram Harshad (1997). Common mental disorders in Harare: : A study in the "new" cross-cultural psychiatry. london.ac.uk (PhD thesis). University of London. OCLC 940380115。
4. ↑  “Sangath”. sangath.com. 2017年7月9日閲覧。
5. 1 2  Anon (2009年). “Professor Vikram Patel FMedSci”. acmedsci.ac.uk.  London:  Academy of Medical Sciences. 2017年7月9日閲覧。
6. ↑  Moussavi, Saba; Chatterji, Somnath; Verdes, Emese; Tandon, Ajay; Patel, Vikram; Ustun, Bedirhan (2007). “Depression, chronic diseases, and decrements in health: results from the World Health Surveys”. The Lancet 370 (9590):  851–858. doi:10.1016/S0140-6736(07)61415-9. ISSN 0140-6736. PMID 17826170.
7. ↑  Prince, Martin; Patel, Vikram; Saxena, Shekhar; Maj, Mario; Maselko, Joanna; Phillips, Michael R; Rahman, Atif (2007). “No health without mental health”. The Lancet 370 (9590):  859–877. doi:10.1016/S0140-6736(07)61238-0. ISSN 0140-6736.
8. 1 2  ヴィクラム・パテルの出版物 - エルゼビアが提供するScopus文献データベースによる索引 (要購読契約)
9. 1 2 3  Professor Vikram Patel. (2015). Retrieved November 6, 2015, from http://wpaistanbul2016.org/key/Vikram%5B%5D Patel/Brief Biography.pdf
10. ↑  Faculty profile for Vikram Patel, Professor of Global Health and Social Medicine, Harvard Medical School
11. ↑  Vikram Patel: The World's 100 Most Influential People. (n.d.). Retrieved November 24, 2015, from http://time.com/3822953/vikram-patel-2015-time-100/
12. 1 2  Anon (2015年). “Researcher Spotlight: Prof Vikram Patel”. wellcome.ac.uk.  Wellcome Trust. 2017年7月9日閲覧。
13. ↑  http://cf15.conorg.com.au/vikram-patel/
14. ↑  “Exams & Results”. 2015年11月24日閲覧。